# Pseudotropheus johannii
Espèce
Statut de conservation UICN

 LC  : Préoccupation mineure
Pseudotropheus johannii est une espèce africaine de poissons d'eau douce de la famille des Cichlidae (ordre des Cichliformes).

## Répartition
Ce poisson se rencontre au Malawi et au Mozambique. Il est endémique du lac Malawi et est présent à Masinje Rocks et Cape Ngombo.

## Description
Pseudotropheus johannii peut mesurer jusqu'à 100 mm de longueur totale. Les mâles sont bleu ciel brillant à bleu foncé ; les couleurs présentent un motif en « damier » avec une alternance de taches claires et sombres ; plusieurs « taches d'œufs » de couleur claire sur leur nageoire anale ; les femelles et les juvéniles sont jaune-orangé vif.

## Classification
Le nom valide complet (avec auteur) de ce taxon est Pseudotropheus johannii Eccles, 1973.
Pseudotropheus johannii a pour synonymes :
- Melanochromis johanni (Eccles, 1973)
- Melanochromis johannii (Eccles, 1973)

### Étymologie
Son épithète spécifique, johannii, lui a été donnée en l'honneur de John Johns, un collecteur de poissons du lac Malawi pour le marché aquariophile (Johann étant la variante germanique du prénom John).

### Publication originale
- (en) D. H. Eccles, « Two new species of cichlid fishes from Lake Malawi (formerly known as Lake Nyasa) », Arnoldia. Rhodesia[5],[6], Zimbabwe, vol. 6, no 16,‎ 1973, p. 1-7 (ISSN 0066-7781).